# Кубок СССР по футболу
Кубок СССР по футболу — футбольное соревнование в СССР, проходившее с 1936 по 1992 год. Наряду с чемпионатом СССР, один из самых главных футбольных турниров в Советском Союзе. В кубке участвовали как команды мастеров, так и команды коллективов физкультуры.
Всего кубок был разыгран 51 раз. Наиболее титулованной командой является московский «Спартак» — команда выигрывала кубок 10 раз.
Первым обладателем кубка стал московский «Локомотив», последним — московский «Спартак». Победителями этого турнира становились республиканские команды из Армении, Грузии, Украины и РСФСР.

## Схема соревнований
Регламент соревнования неоднократно претерпевал изменения. До 1957 года вместе с командами-профессионалами участвовали команды коллективов физкультуры. Участвовали представители всех шести эшелонов (лиг). Иногда розыгрыши начинали непосредственно с финальной части (с участием команд высшей лиги), иногда проходили предварительные соревнования (с участием команд коллективов физкультуры и клубов из низших лиг). Чаще всего представители высшего дивизиона стартовали с 1/16 финала.
Кубок проходил по олимпийской системе (проигравший выбывает из розыгрыша), причём победители противоборствующих пар в своё время выявлялись как в одном матче (иногда с переигровкой из-за ничейного результата), так и по сумме двух матчей. Переигровка финала происходила в 1965, 1971 и 1972 году, впоследствии в матчах стали применять дополнительное время, а если и оно заканчивалось вничью, то пробивали пенальти.
С 1979 по 1982 год в финальной части розыгрыша проводились зональные соревнования по круговой системе.
В 1936—1939, 1944—1958, 1961—1965, 1969—1984 годах кубок разыгрывался в течение одного сезона (по схеме «весна-осень»). Розыгрыши 1959/60, 1965/66 и 1966/67 проходили два года. С осени 1984 года все кубки проходили по схеме «осень-весна».
Финальные матчи проводились в Москве.

## Трофей Кубка СССР
Сам кубок представляет собой художественно выполненную хрустальную вазу в серебряной оправе. Венчает кубок бронзовая фигурка футболиста с мячом. На крышке и подставке выгравированы названия команд, выигрывавших кубок. Высота кубка 57 см, вес 6 кг. В 1992 году, после выигрыша московским «Спартаком» последнего Кубка СССР, трофей был отдан клубу навсегда.

## Финалы
| Год     | Победитель                       | Счёт                              | Финалист                    |
| ------- | -------------------------------- | --------------------------------- | --------------------------- |
| 1936    | Локомотив (Москва) 1-й титул     | 2:0                               | Динамо (Тбилиси)            |
| 1937    | Динамо (Москва) 1-й титул        | 5:2                               | Динамо (Тбилиси)            |
| 1938    | Спартак (Москва) 1-й титул       | 3:2                               | Электрик (Ленинград)        |
| 1939    | Спартак (Москва) 2-й титул       | 3:1                               | Сталинец (Ленинград)        |
| 1944    | Зенит (Ленинград) 1-й титул      | 2:1                               | ЦДКА (Москва)               |
| 1945    | ЦДКА (Москва) 1-й титул          | 2:1                               | Динамо (Москва)             |
| 1946    | Спартак (Москва) 3-й титул       | 3:2                               | Динамо (Тбилиси)            |
| 1947    | Спартак (Москва) 4-й титул       | 2:0                               | Торпедо (Москва)            |
| 1948    | ЦДКА (Москва) 2-й титул          | 3:0                               | Спартак (Москва)            |
| 1949    | Торпедо (Москва) 1-й титул       | 2:1                               | Динамо (Москва)             |
| 1950    | Спартак (Москва) 5-й титул       | 3:0                               | Динамо (Москва)             |
| 1951    | ЦДСА (Москва) 3-й титул          | 2:1 2 : 1 (переигровка)           | Команда г. Калинина         |
| 1952    | Торпедо (Москва) 2-й титул       | 1:0                               | Спартак (Москва)            |
| 1953    | Динамо (Москва) 2-й титул        | 1:0                               | Зенит (Куйбышев)            |
| 1954    | Динамо (Киев) 1-й титул          | 2:1                               | Спартак (Ереван)            |
| 1955    | ЦДСА (Москва) 4-й титул          | 2:1                               | Динамо (Москва)             |
| 1957    | Локомотив (Москва) 2-й титул     | 1:0                               | Спартак (Москва)            |
| 1958    | Спартак (Москва) 6-й титул       | 1:0                               | Торпедо (Москва)            |
| 1959/60 | Торпедо (Москва) 3-й титул       | 4:3                               | Динамо (Тбилиси)            |
| 1961    | Шахтёр (Донецк) 1-й титул        | 3:1                               | Торпедо (Москва)            |
| 1962    | Шахтёр (Донецк) 2-й титул        | 2:0                               | Знамя Труда (Орехово-Зуево) |
| 1963    | Спартак (Москва) 7-й титул       | 2:1                               | Шахтёр (Донецк)             |
| 1964    | Динамо (Киев) 2-й титул          | 1:0                               | Крылья Советов (Куйбышев)   |
| 1965    | Спартак (Москва) 8-й титул       | 0:0 2:1 (переигровка)             | Динамо (Минск)              |
| 1965/66 | Динамо (Киев) 3-й титул          | 2:0                               | Торпедо (Москва)            |
| 1966/67 | Динамо (Москва) 3-й титул        | 3:0                               | ЦСКА (Москва)               |
| 1967/68 | Торпедо (Москва) 4-й титул       | 1:0                               | Пахтакор (Ташкент)          |
| 1969    | Карпаты (Львов) 1-й титул        | 2:1                               | СКА (Ростов-на-Дону)        |
| 1970    | Динамо (Москва) 4-й титул        | 2:1                               | Динамо (Тбилиси)            |
| 1971    | Спартак (Москва) 9-й титул       | 2:2 1:0 (переигровка)             | СКА (Ростов-на-Дону)        |
| 1972    | Торпедо (Москва) 5-й титул       | 0:0 1:1 (5:1, п.п.) (переигровка) | Спартак (Москва)            |
| 1973    | Арарат (Ереван) 1-й титул        | 2:1                               | Динамо (Киев)               |
| 1974    | Динамо (Киев) 4-й титул          | 3:0                               | Заря (Ворошиловград)        |
| 1975    | Арарат (Ереван) 2-й титул        | 2:1                               | Заря (Ворошиловград)        |
| 1976    | Динамо (Тбилиси) 1-й титул       | 3:0                               | Арарат (Ереван)             |
| 1977    | Динамо (Москва) 5-й титул        | 1:0                               | Торпедо (Москва)            |
| 1978    | Динамо (Киев) 5-й титул          | 2:1                               | Шахтёр (Донецк)             |
| 1979    | Динамо (Тбилиси) 2-й титул       | 0:0 (д.в.) (5:4, п.п.)            | Динамо (Москва)             |
| 1980    | Шахтёр (Донецк) 3-й титул        | 2:1                               | Динамо (Тбилиси)            |
| 1981    | СКА (Ростов-на-Дону) 1-й титул   | 1:0                               | Спартак (Москва)            |
| 1982    | Динамо (Киев) 6-й титул          | 1:0                               | Торпедо (Москва)            |
| 1983    | Шахтёр (Донецк) 4-й титул        | 1:0                               | Металлист (Харьков)         |
| 1984    | Динамо (Москва) 6-й титул        | 2:0                               | Зенит (Ленинград)           |
| 1984/85 | Динамо (Киев) 7-й титул          | 2:1                               | Шахтёр (Донецк)             |
| 1985/86 | Торпедо (Москва) 6-й титул       | 1:0                               | Шахтёр (Донецк)             |
| 1986/87 | Динамо (Киев) 8-й титул          | 3:3 (д.в.) (4:2, п.п.)            | Динамо (Минск)              |
| 1987/88 | Металлист (Харьков) 1-й титул    | 2:0                               | Торпедо (Москва)            |
| 1988/89 | Днепр (Днепропетровск) 1-й титул | 1:0                               | Торпедо (Москва)            |
| 1989/90 | Динамо (Киев) 9-й титул          | 6:1                               | Локомотив (Москва)          |
| 1990/91 | ЦСКА (Москва) 5-й титул          | 3:2                               | Торпедо (Москва)            |
| 1991/92 | Спартак (Москва) 10-й титул      | 2:0                               | ЦСКА (Москва)               |

## Достижения

### По клубам
| Клуб                        | Победитель | Годы                                                             | Финалист | Годы                                                             |
| --------------------------- | ---------- | ---------------------------------------------------------------- | -------- | ---------------------------------------------------------------- |
| Спартак (Москва)            | 10         | 1938, 1939, 1946, 1947, 1950, 1958, 1963, 1965, 1971, 1991/92    | 5        | 1948, 1952, 1957, 1972, 1981                                     |
| Динамо (Киев)               | 9          | 1954, 1964, 1965/66, 1974, 1978, 1982, 1984/85, 1986/87, 1989/90 | 1        | 1973                                                             |
| Торпедо (Москва)            | 6          | 1949, 1952, 1959/60, 1967/68, 1972, 1985/86                      | 9        | 1947, 1958, 1961, 1965/66, 1977, 1982, 1987/88, 1988/89, 1990/91 |
| Динамо (Москва)             | 6          | 1937, 1953, 1966/67, 1970, 1977, 1984                            | 5        | 1945, 1949, 1950, 1955, 1979                                     |
| ЦСКА (Москва)               | 5          | 1945, 1948, 1951, 1955, 1990/91                                  | 3        | 1944, 1966/67, 1991/92                                           |
| Шахтёр (Донецк)             | 4          | 1961, 1962, 1980, 1983                                           | 4        | 1963, 1978, 1984/85, 1985/86                                     |
| Динамо (Тбилиси)            | 2          | 1976, 1979                                                       | 6        | 1936, 1937, 1946, 1959/60, 1970, 1980                            |
| Арарат (Ереван)             | 2          | 1973, 1975                                                       | 2        | 1954, 1976                                                       |
| Локомотив (Москва)          | 2          | 1936, 1957                                                       | 1        | 1989/90                                                          |
| Зенит (Ленинград)           | 1          | 1944                                                             | 2        | 1939, 1984                                                       |
| СКА (Ростов-на-Дону)        | 1          | 1981                                                             | 2        | 1969, 1971                                                       |
| Металлист (Харьков)         | 1          | 1987/88                                                          | 1        | 1983                                                             |
| Карпаты (Львов)             | 1          | 1969                                                             | -        | -                                                                |
| Днепр (Днепропетровск)      | 1          | 1988/89                                                          | -        | -                                                                |
| Крылья Советов (Куйбышев)   | -          | -                                                                | 2        | 1953, 1964                                                       |
| Динамо (Минск)              | -          |                                                                  | 2        | 1965, 1986/87                                                    |
| Заря (Ворошиловград)        | -          | -                                                                | 2        | 1974, 1975                                                       |
| Электрик (Ленинград)        | -          | -                                                                | 1        | 1938                                                             |
| Команда города Калинина     | -          | -                                                                | 1        | 1951                                                             |
| Знамя Труда (Орехово-Зуево) | -          | -                                                                | 1        | 1962                                                             |
| Пахтакор (Ташкент)          | -          | -                                                                | 1        | 1967/68                                                          |

### По республикам
Количество выигранных Кубков СССР по географическому принципу.
| Республики      | Победитель | Финалист | Клубы-победители |
| --------------- | ---------- | -------- | --- |
| Российская СФСР | 31         | 32       | Спартак (Москва) (10), Динамо (Москва) (6), Торпедо (Москва) (6), ЦСКА (Москва) (5), Локомотив (Москва) (2), Зенит (Ленинград) (1), СКА (Ростов-на-Дону) (1) |
| Украинская ССР  | 16         | 8        | Динамо (Киев) (9), Шахтёр (Донецк) (4), Металлист (Харьков) (1), Карпаты (Львов) (1), Днепр (Днепропетровск) (1)                                             |
| Грузинская ССР  | 2          | 6        | Динамо (Тбилиси) (2) |
| Армянская ССР   | 2          | 2        | Арарат (Ереван) (2) |
| Белорусская ССР |            | 2        | |
| Узбекская ССР   |            | 1        | |

### По игрокам
Рекордсмены среди футболистов по количеству выигранных Кубков СССР.
| Побед | Игрок                                                   | Годы                               |
| ----- | ------------------------------------------------------- | ---------------------------------- |
| 6     | Леонид Буряк (Динамо К – 4, Торпедо – 1, Металлист – 1) | 1974, 1978, 1982, 1985, 1986, 1988 |
| 5     | Алексей Соколов (Локомотив – 1, Спартак – 4)            | 1936, 1938, 1939, 1946, 1947       |
| 5     | Василий Соколов (Спартак)                               | 1938, 1939, 1946, 1947, 1950       |
| 5     | Сергей Сальников (Зенит – 1, Спартак – 3, Динамо М – 1) | 1944, 1946, 1947, 1953, 1958       |
| 5     | Олег Блохин (Динамо К)                                  | 1974, 1978, 1982, 1985, 1987       |
| 5     | Владимир Бессонов (Динамо К)                            | 1978, 1982, 1985, 1987, 1990       |
| 5     | Виктор Чанов (Шахтёр – 1, Динамо К – 4)                 | 1980, 1982, 1985, 1987, 1990       |
| 4     | Георгий Глазков (Спартак)                               | 1938, 1939, 1946, 1947             |
| 4     | Сергей Балтача (Динамо К)                               | 1978, 1982, 1985, 1987             |
| 4     | Вадим Евтушенко (Динамо К – 3, Днепр – 1)               | 1982, 1985, 1987, 1989             |
| 4     | Андрей Баль (Динамо К)                                  | 1982, 1985, 1987, 1990             |
| 4     | Анатолий Демьяненко (Динамо К)                          | 1982, 1985, 1987, 1990             |
| 4     | Алексей Михайличенко (Динамо К)                         | 1982, 1985, 1987, 1990             |
| 4     | Василий Рац (Динамо К)                                  | 1982, 1985, 1987, 1990             |

## Факты
- Всего Кубок СССР выигрывали 14 команд, в финал же выходил 21 клуб.
- Больше всего раз в финале играли московские «Спартак» и «Торпедо» — по 15 раз.
- Первой командой, сделавшей «дубль», стало московское «Динамо» в 1937 году.
- «Спартак» стал единственной командой, сделавшей два «дубля» подряд — в 1938—1939.
- Ни одному клубу не удавалось выиграть Кубок более 2-х сезонов подряд.
- Первым нестоличным клубом, завладевшим кубком, стал ленинградский «Зенит» в 1944 году. Эта победа так и осталась единственной победой ленинградцев в Кубке.

## Достижения команд из низших лиг
Высшая лига
- СКА (Ростов-на-Дону) — единственная команда из высшей лиги, которая выходила в финал и при этом его выигрывала, но по итогам сезона выбывала в первую лигу.
- «Электрик» (Ленинград) также выходил в финал кубка (в данном случае его проиграл) и вылетал в первую лигу, но решением Всесоюзного комитета по делам физкультуры и спорта был оставлен (вместе с другой ленинградской командой — «Сталинецем») в числе участников высшей лиги на следующий сезон.
- В 1936 году в первом розыгрыше кубка в финал вышло «Динамо» Тбилиси, которое в весенней части чемпионата участвовало в первой лиге, а в осенней — уже в высшей лиге (розыгрыш кубка состоялся в летний промежуток между весенним и осенним чемпионатами).

Первая лига
- «Карпаты» — единственная команда не из высшей (первой) лиги, выигравшая Кубок. Причём команда по регламенту должна была вылететь во вторую лигу, но для обладателей кубка сделали исключение и позволили играть в первой лиге.
- «Знамя Труда» — единственная команда, выходившая в финал (на тот момент участник первой лиги), которая никогда не участвовала в высшем дивизионе.
- Помимо «Карпат» и «Знамени Труда», ещё только 3 команды из первой лиги выходили в финал: команда г. Калинина в 1951, «Спартак» Ереван в 1954 и «Локомотив» М в 1990 году.
  - калининская команда и «Локомотив» — единственные участники финала Кубка из первой лиги, которые по итогам сезона получили повышение в классе («Карпаты» вышли в высшую лигу только в следующем году, а ереванский «Спартак» в 1959 году).
  - «Знамя Труда» стала жертвой реформы турнира и была переведена во вторую лигу, несмотря на 4-е место в одной из подгрупп.

Вторая лига
- «Таврия» — единственная команда из второй лиги (если не считать «Динамо» (Ташкент) — см. ниже), выходившая в 1/2 финала (в том сезоне команда пробилась в первую лигу).

Третья лига
Участники Республиканских чемпионатов в другие годы не учитывались.
- До 1/8 финала добирались только 3 команды из третьей по силе лиги: «Динамо» (Пятигорск) и «Дзержинец-СТЗ» в кубке 1936 года, а также «Крылья Советов» (Москва) в 1937 году. Причём:
  - «Динамо» в весенней части чемпионата участвовало в третьей лиге, а в осенней — уже во второй лиге, но по ходу осенней части было снято с розыгрыша: кубок был разыгран между чемпионатами и динамовцы участвовали в кубке уже в ранге участников второй лиги;
  - «Дзержинец-СТЗ» участвовал только в осенней части чемпионата;
  - «Крылья Советов» по итогам сезона повышения в классе не добилось, но по регламенту следующего сезона был включён в состав высшей лиги: в тот год в лиги были объединены в одну большую лигу из 26 команд.

Четвёртая лига
Официально четвёртая лига в структуре чемпионата присутствовала единожды — в 1937 году как Группа «Д». Участники Республиканских чемпионатов в другие годы не учитывались.
- В тот год до 1/8 финала добиралась только 1 команда из четвёртой лиги: «Спартак» (Киев). Команда заняла последнее место в лиге и вылетела по регламенту из четвёртой лиги.

Команды из республиканских чемпионатов
- «Красное знамя» (Ногинск) и «Динамо» (Ташкент) — единственные команды КФК (первая в чемпионате впервые приняла участие только в 1949 году, а вторая в тот год участвовала только в чемпионате Узбекской ССР — примерно на уровне второй лиги, но соревнования в ней тогда не проводились), выходившие в 1/2 финала.